# マンダリン・オリエンタル・ハイドパーク・ロンドン
マンダリン オリエンタル ハイドパーク ロンドン（英: Mandarin Oriental Hyde Park, London）は、イギリス・ロンドンのナイツブリッジにあるホテルであり、マンダリン・オリエンタルホテルグループに属している。

## 概要
敷地はロンドン・ナイツブリッジのブロンプトン・ロードに面しており、同道路とハイド・パークとの間に位置している。建物は、1889年に「紳士クラブ」として建てられ、赤レンガやポーランド石を建材にしたヴィクトリア朝様式となっている。客室数は2010年現在198室であり、ほとんどの客室からはハイド・パークを眺めることができる。この他、レストラン、バー、ボールルーム、スパ、ビジネスセンター等の施設もある。
日本の旅行ガイドブックでは高級ホテルと紹介され、王侯貴族や各国の貴賓、上流階級の人々に「ロンドンの別宅」として愛されているとの評もある。女王エリザベス2世は妹の王女マーガレットと共にここで最初にダンスを学んだといわれている。また2005年10月には、元首相マーガレット・サッチャーの80歳誕生日パーティーが女王エリザベス2世臨席の下、ここのボールルームで催された。

## 歴史
1889年に「紳士クラブ」として建てられ、内部には食堂、ビリヤード場、喫煙室等が完備されていた。その後、1899年に火災に遭い、3つの階と屋根の一部等が焼損した。この時、消防隊の梯子が建物の高さの途中までしか届かなかったにもかかわらず、建物内にいた人は全員無事避難に成功した。
火災後は改装を行い、1902年に「ハイド パーク ホテル」という名称のホテルとして再生した。内装は、火災で無事だった大理石の天井や床に、18世紀のシェラトンやハップルホワイトといったデザイナーの影響を受けた家具、フランスのルイ15世からルイ16世の時代の暖炉等が組み入れられた。1911年から1912年には、ボールルームがルイ16世の時代を思わせる様式に改装された。
「紳士クラブ」時代の建物の玄関は、ハイド・パーク側にロッジアを介して置かれていた。しかし、1902年に「ハイド パーク ホテル」として再開した際、ハイド・パークは王立公園だったため、公園内にいかなる広告物の設置も許されなかったことから、ホテル名を掲げた玄関を設けることができなかった。そこでホテルの正面玄関は反対側のブロンプトン・ロード側に移った。
一方、元の公園側の玄関は、「ロイヤル・エントランス」として、以来、王室が許可しない限り使用できなくなった。1937年のジョージ6世戴冠式の際にはその宿泊客のために特別に開かれている。現在、同ホテルはこの伝統を守り、使用する際にはその許可をイギリス政府の王立公園を管理する部署へ求めている。この玄関の使用許可を与えられている宿泊客には、日本の皇室、南アフリカの元首相ジェームズ・バリー・ミューニック・ヘルツォーク、ウガンダ共和国の大統領が含まれている。
1996年に「マンダリン・オリエンタルホテルグループ」が「ハイド パーク ホテル」を買収し、「マンダリン オリエンタル ハイドパーク ロンドン」と改称。5,700万ポンドをかけて改装し、2000年5月に再開業した。

## 施設
- レストラン・バー - アメリカのインテリア・デザイナーであるアダム・D・ティハニーが内装を手掛けている。公園に面したティールームは2007年に英国紅茶協会の「トップ・ロンドン・アフタヌーンティー」を受賞している。
- ボールルーム - 400名収容可能
- アロマスパ - 「ザ・スパ・アット・マンダリン・オリエンタル」
- ビジネスセンター - ブロンプトン・ロード側の玄関横にあり、パソコン、プリンタ等の利用ができる。